# Buckupiella
Buckupiella is een monotypisch geslacht van spinnen uit de  familie van de Anyphaenidae (buisspinnen).

## Soort
- Buckupiella imperatriz Brescovit, 1997